# Отношения между Русия и Сирия

## Русия против санкциите и оставката на Асад
Арабско-европейската проекторезолюция за уреждане на конфликта в Сирия бе представена от Мароко в Съвета за сигурност миналия петък. Ще припомним, че проектът, подготвен от Франция, Великобритания, Германия, Португалия, САЩ, Катар и Мароко, подкрепя плана на Арабската лига за мирно уреждане, предвижда сирийският лидер Башар Асад да предаде властта на вицепрезидента, а също и да бъдат наложени икономически санкции на Дамаск.
Русия се обявява против санкциите и оставката на Асад; по-рано федерацията предложи своя проекторезолюция, но западните дипломати сметнаха, че тя е твърде слаба, за да сложи край на сирийския конфликт. Но и Русия не иска да приеме условията на мароканския проект, при все че е съгласна да преговаря по въпроса и занапред.
Очевидно върху Москва упражняват твърд натиск и някои арабски страни, и заинтересовани западни държави. При това се използват най-различни методи. американският в. „Вашингтон пост“ например отбеляза в редакционна статия, че „режимът на Башар Асад е обречен – това означава, че ако Русия продължи да го подкрепя, тя не само ще си развали отношенията с ръководствата на други страни от арабския свят, но ще постави под заплаха и своите позиции в Сирия, включително военноморската си база и оръжейните продажби“
Повечето държави в арабската лига са сунитски. основна роля там играят саудитска Арабия и близките ѝ съюзнички от съвета за сътрудничество в Залива (ССЗ, в който членуват Бахрейн, Катар, Кувейт, Обединените Арабски Емирства, Оман и Саудитска Арабия). Тъкмо близостта между алауизма и шиизма до голяма степен крепи „съюза“ между Иран и Сирия. оттук вече произтичат политически противоречия. режимът на Асад е кажи-речи единственият съюзник на Иран, а тази страна на свой ред е основният опонент на саудитска Арабия и Катар в региона. съответно засилващото се влияние на основните сунитски държави е добре дошло за Рияд и отслабва позициите на Техеран.
същевременно Сирия е в доста напрегнати отношения с Турция, която има трудни отношения с Иран. Анкара се стреми да играе ролята на пътеводен фар за много арабски мюсюлмански държави и естествено се опитва да използва ситуацията в свой интерес. Затова Турция и арабските страни от ССЗ си поставят за цел да „доудушат“ Сирия, водейки битка с Иран. Независимо че нито в арабската лига, нито в ССЗ няма консолидирана позиция спрямо Сирия.
На фона на това кълбо от противоречия Москва ще продължи усилията за помирение в Сирия. И то не само заради отдавна огласената политическа позиция на руското ръководство. Според Владимир Сажин, „арабската пролет“ ярко откроява, че революциите, извършени и продължаващи в ред арабски страни, са демократични само по форма, доколкото в тях все пак са участвали народните маси. Но колкото до съдържанието, доминиращ е религиозният компонент. Твърде е вероятно на власт да дойдат религиозни радикали и това със сигурност няма да се посрещне благосклонно от Русия, за която е опасна всяка нестабилност около южните ѝ граници.
Както сочат военни аналитици, през последните години Русия е доставяла на Сирия ракети „Бастион“ за отбрана на бреговите линии срещу атаки откъм морето, противотанкови комплекси, както и комплекси за противовъздушна отбрана. сравнително неотдавна се разбра, че Москва и Дамаск са сключили споразумение за доставка на 36 учебно-бойни самолети Як-130 на обща стойност 550 млн. долара.

## Русия и Сирия
Тартус е от съветската епоха домакин на военноморски доставка и базово техническо обслужване, по силата на споразумение от 1971 г. със Сирия, където все още работи руски военноморски персонал. Базата е създадена по време на студената война, за да поддържа флота на съветския флот в средиземно море. През 1970 г. подобни точки за подпомагане се намират в Египет и Латакия, Сирия. През 1977 г. египетските бази за поддръжка в Александрия и Марса Матрух, са били евакуирани и на кораби и имущество са били прехвърлени в Тартус, където военноморска база се трансформира в 229-а военноморска и подкрепяща дивизия на кораби. седем години по-късно, точката за подкрепа Тартус е обновена, за да стане 720- точка за логистична поддръжка. През 1991 г. съветският съюз се разпадна и средиземноморският флот, 5-а ескадрила в средиземно море, която е съставена от кораби от северния флот и на Черноморския флот, и е прекратила своето съществуване. оттогава е имало случайни експедиции от страна на руските кораби и подводници на ВМС в средиземно море. Военноморска база за логистична поддръжка в Сирия сега е част от Черноморския флот. Тя се състои от три плаващи докове, единият от които е оперативен, с плаваща работилница, складова база, казарми и други съоръжения. след като Русия е опростила на Сирия три-четвърти, или $ 9,6 млрд., от 13,4 млрд. щатски долара от дълга от съветската епоха и става основен доставчик на оръжие през 2006 г., между Русия и Сирия са проведени разговори относно позволяване на Русия да развива и увеличава своята военноморска база така, че Русия да засили военноморското си присъствие в Средиземноморието. На фона на влошаващите се отношения на Русия със Запада, като войната в Южна Осетия през 2008 г. и плановете да разположат ракети на САЩ за отбраната в Полша, президентът Асад се съгласи с преобразуване на пристанището в една постоянна база в Близкия Изток за ядрено въоръжени военни кораби на Русия. от 2009 г. Русия обновява военноморската база в Тартус и драгиране на пристанището, за да се позволи достъп за по-големи военноморски плавателни съдове. На 8 септември 2008 г., има десет руски военни кораби на док в Тартус. според ливанско-сирийската коментатор Джоузеф Фара, флотилията, която се премества в Тартус, се състои от крайцера „Москва“ и четири ядрени ракетни подводници. Две седмици по-късно, каза говорителят на руския флот Игор Dygalo ядрено захранваният „Петър Велики“, придружен от три други кораби, отплавали от база на северния флот на Severomorsk. Корабите ще обхванат около 15 000 морски мили (28 000 km), за да провеждат съвместни маневри с венецуелския флот. Dygalo отказа да коментира докладите в ежедневника Известия, които твърдят, че корабите са били на междинно зареждане в сирийското пристанище Тартус по пътя им към Венецуела. Руски официални лица от съветската ера смятат, че там е реновирано, за да служи като опора за постоянно руско присъствие на флота в средиземно море. През 2009 г., РИА Новости съобщи, че базата ще бъде напълно оперативно съвместима да подкрепя анти-пиратските операции на Русия. Тя също така ще подкрепи руското военноморско присъствие в средиземноморието като база за "направлявани ракетни крайцери и дори самолетоносачи.